# Sérgio Vieira
Sérgio Agostinho de Oliveira Vieira, noto semplicemente come Sérgio Vieira (Póvoa de Lanhoso, 15 gennaio 1983), è un allenatore di calcio, dirigente sportivo ed ex calciatore portoghese, di ruolo attaccante.